# Rebirth (album Lila Wayne’a)
Rebirth – siódmy solowy album amerykańskiego rapera o pseudonimie Lil Wayne. Po wielokrotnym przekładaniu daty premiery, ostatecznie ukazał się w sprzedaży 2 lutego 2010. Na krążku w sporej ilości pojawia  się auto-tune. Do utworów "Prom Queen", "On Fire", "Drop the World" i "Runnin'" zrealizowano teledyski.

## Lista utworów
| #                                | Tytuł                | Gościnnie    | Producent                 | Czas |
| -------------------------------- | -------------------- | ------------ | ------------------------- | ---- |
| 1                                | "American Star"      | Shanell      | DJ Infamous               | 3:37 |
| 2                                | "Prom Queen"         | Shanell      | DJ Infamous & Drew Correa | 3:37 |
| 3                                | "Ground Zero"        |              | Patrick Stump             | 3:57 |
| 4                                | "Da Da Da"           |              | Cool & Dre                | 3:40 |
| 5                                | "Paradice"           |              | Kevin Rudolf              | 3:57 |
| 6                                | "Get a Life"         |              | Tha Bizness               | 3:12 |
| 7                                | "On Fire"            |              | Cool & Dre                | 4:08 |
| 8                                | "Drop the World"     | Eminem       | Hit-Boy & Chase N. Cashe  | 3:49 |
| 9                                | "Runnin'"            | Shanell      | J.U.S.T.I.C.E. League     | 4:31 |
| 10                               | "One Way Trip"       | Kevin Rudolf | Travis Barker             | 4:38 |
| 11                               | "Knockout"           | Nicki Minaj  | J.U.S.T.I.C.E. League     | 4:09 |
| 12                               | "The Price is Wrong" |              | Chase N. Cashe            | 3:28 |
| Dodatkowe utwory (wersja deluxe) |                      |              |                           |      |
| 13                               | "I'll Die for You"   |              | Cool & Dre                | 5:07 |
| 14                               | "I'm So Over You"    | Shanell      | DJ Infamous               | 2:58 |